# Ptilanthura
Ptilanthura är ett släkte av kräftdjur. Ptilanthura ingår i familjen Anthuridae.
Kladogram enligt Catalogue of Life:
| Ptilanthura | \| \| Ptilanthura colpos \| \| \| \| \| \| Ptilanthura tenuis \| \| \| \| |
|             | \| \| Ptilanthura colpos \| \| \| \| \| \| Ptilanthura tenuis \| \| \| \| |
|             | Amakusanthura                                                             |
|             |                                                                           |
|             | Anthura                                                                   |
|             |                                                                           |
|             | Apanthura                                                                 |
|             |                                                                           |
|             | Apanthuroides                                                             |
|             |                                                                           |
|             | Apanthuropsis                                                             |
|             |                                                                           |
|             | Caenanthura                                                               |
|             |                                                                           |
|             | Cetanthura                                                                |
|             |                                                                           |
|             | Chelanthura                                                               |
|             |                                                                           |
|             | Cortezura                                                                 |
|             |                                                                           |
|             | Cyathura                                                                  |
|             |                                                                           |
|             | Exallanthura                                                              |
|             |                                                                           |
|             | Haliophasma                                                               |
|             |                                                                           |
|             | Indanthura                                                                |
|             |                                                                           |
|             | Leipanthura                                                               |
|             |                                                                           |
|             | Malacanthura                                                              |
|             |                                                                           |
|             | Mesanthura                                                                |
|             |                                                                           |
|             | Nemanthura                                                                |
|             |                                                                           |
|             | Notanthura                                                                |
|             |                                                                           |
|             | Pendanthura                                                               |
|             |                                                                           |
|             | Pilosanthura                                                              |
|             |                                                                           |
|             | Quantanthura                                                              |
|             |                                                                           |
|             | Sauranthura                                                               |
|             |                                                                           |
|             | Skuphonura                                                                |
|             |                                                                           |
|             | Stygocyathura                                                             |
|             |                                                                           |
|             | Ptilanthura colpos                                                        |
|             |                                                                           |
|             | Ptilanthura tenuis                                                        |
|             |                                                                           |

|  | Ptilanthura colpos |
|  |                    |
|  | Ptilanthura tenuis |
|  |                    |